# ريتشل هوجينكامب
ريتشل هوجينكامب (بالهولندية: Richèl Hogenkamp) مواليد 16 أبريل 1992 في دوتينخيم، هي لاعبة كرة مضرب هولندية بدأت مسيرتها كمحترفة سنة 2009 تلعب باليد اليمنى وتحتل حالياً المرتبة رقم. 141 (8 فبراير 2016) في تصنيف رابطة محترفات كرة المضرب. أعلى تصنيف لها في الفردي كان المركز الـ 115 في سنة 2015.

## روابط خارجية
- ريتشل هوجينكامب على موقع رابطة محترفات التنس (الإنجليزية)
- ريتشل هوجينكامب على موقع الاتحاد الدولي لكرة المضرب (الإنجليزية)
- ريتشل هوجينكامب على موقع كأس بيلي جين كينغ (الإنجليزية)
- ريتشل هوجينكامب على موقع بطولة ويمبلدون (الإنجليزية)
- ريتشل هوجينكامب على موقع خلاصة التنس.كوم (الإنجليزية)